# Tom Mueller (Raumfahrtingenieur)
Tom Mueller (* 11. März 1961 in St. Maries, Idaho) ist ein amerikanischer Raketeningenieur. Er war Vizepräsident für Triebwerksentwicklung der privaten Weltraumfirma SpaceX und dort hauptverantwortlich für die Entwicklung der Raketentriebwerke Merlin und Kestrel.

## Leben
Tom Muellers Vater war Holzfäller in Idaho. Schon als Kind begeisterte er sich für Technik, reparierte Uhren oder den Motorrasenmäher der Familie. Ebenso war er schon als Kind von Raumfahrt, Astronomie, Sternbeobachtung und Science Fiction fasziniert. Gerne startete er Estes-Modellraketen. Sein Mathematiklehrer ermutigte ihn zu einer Karriere als Raumfahrtingenieur.
Tom Mueller arbeitete nach dem Studium zunächst 15 Jahre für die Raumfahrtsparte des amerikanischen Mischkonzerns TRW Inc., der z. B. auch die Pioneer 10-Sonde für die NASA gebaut hatte. TRW hatte für die Apollo-Mondlandefähre das Triebwerk für den Abstieg zum Mond gebaut, die TRW LM Descent Engine, die 1972 zur TR 201 für die zweite Stufe der Delta-Rakete weiterentwickelt wurde. Unter Mitarbeit von Tom Mueller wurde bei TRW das Raketentriebwerk TR-106 oder Low Cost Pintle Engine (LCPE) entwickelt.

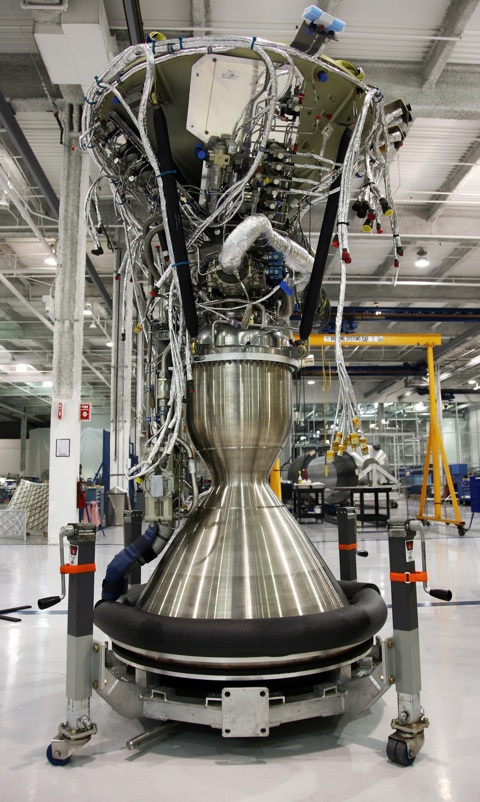
Merlin-1C-Triebwerk

2001 war Mueller unzufrieden mit seiner Arbeit, da er das Gefühl hatte, dass seine Konstruktionsideen in der Großfirma verloren gingen. Um diese Unzufriedenheit auszugleichen, opferte er viele Nächte und Wochenenden, um in seiner Garage eigene Flüssigkeitsraketentriebwerke zu entwickeln. Diese erprobte er mit Gleichgesinnten der Reaction Research Society, einem Club von begeisterten Freizeit-Raketenbauern, davon viele Mitarbeiter der Luftfahrtindustrie wie er, in der Mojave-Wüste. Die Reaction Research Society war schon 1943 gegründet worden und ist Amerikas ältester Amateurraketenclub.
2002 wurde Tom Mueller von Elon Musk abgeworben, der dabei war, sein Raumfahrtunternehmen SpaceX zu gründen. Dort leitete er die Entwicklung der Kestrel- und Merlin-Triebwerke. Die Falcon 1, die erste Rakete, die SpaceX in den Weltraum schickte, wurde in ihrer ersten Stufe von der ersten Merlin-Version angetrieben. Auch Kestrel, das Triebwerk der zweiten Stufe, wurde unter Muellers Leitung entwickelt. Neun weiterentwickelte Merlin-Triebwerke bildeten und bilden die Motorisierung der ersten Stufe der Falcon-9-Rakete. Ein für das Vakuum optimiertes Merlin-Triebwerk treibt auch dessen zweite Stufe an.
Um 2014 zog Mueller sich teilweise aus der Mitarbeit bei SpaceX zurück. Ende November 2020 beendete er seine Mitarbeit ganz und gründete das Raumfahrtunternehmen Impulse Space. Mit Impulse Space entwickelte er den Raumschlepper Mira, der mehrere Kleinsatelliten in individuelle Orbits bringen kann. Der erste seiner Raumschlepper startete am 11. November 2023 mit der SpaceX-Mission Transporter-9.